# Крістоф Бонвен
Крістоф Бонвен (фр. Christophe Bonvin, нар. 14 липня 1965, Сьйон) — швейцарський футболіст, що грав на позиції нападника за клуби «Сьйон», «Серветт» та «Ксамакс», а також національну збірну Швейцарії.

## Клубна кар'єра
У дорослому футболі дебютував 1982 року виступами за команду клубу «Сьйон», в якій провів шість сезонів, взявши участь у 128 матчах чемпіонату.  Більшість часу, проведеного у складі «Сьйона», був основним гравцем атакувальної ланки команди.
Протягом 1988—1990 років захищав кольори команди клубу «Серветт».
Своєю грою за останню команду привернув увагу представників тренерського штабу клубу «Ксамакс», до складу якого приєднався 1990 року. Відіграв за команду з Невшателя наступні три сезони своєї ігрової кар'єри. Граючи у складі «Ксамакса» також здебільшого виходив на поле в основному складі команди.
Завершив професійну ігрову кар'єру у рідному «Сьйоні», до якого повернувся 1993 року. Захищав її кольори до припинення виступів на професійному рівні у 1997.

## Виступи за збірну
1987 року дебютував в офіційних матчах у складі національної збірної Швейцарії. Протягом кар'єри у національній команді, яка тривала 10 років, був серед основних гравців її атакувальної ланки, провів у її формі 45 матчів, забивши 8 голів.
У складі збірної був учасником чемпіонату Європи 1996 року в Англії, на якому виходив на поле у двох з трьох матчів групового етапу, який швейцарці подолати не змогли.

## Титули і досягнення
- Чемпіон Швейцарії (1):

«Сьйон»: 1996–97
- Володар Кубка Швейцарії (4):

«Сьйон»: 1985–86, 1994–95, 1995–96, 1996–97
- Володар Суперкубка Швейцарії (1):

«Ксамакс»: 1990